# Садово (Калінінградська область)
Садово (рос. Садово) — селище Краснознаменського району, Калінінградської області Росії. Входить до складу Краснознаменського міського округу.
Населення —  288 осіб (2015 рік). 

## Населення
| 2002 | 2010 |
| ---- | ---- |
| 253  | ↗288 |